# Analia Pigrée
Analia Pigrée (Caienna, 31 luglio 2001) è una nuotatrice francese.

## Carriera
Specializzata nel dorso, ha vinto la medaglia di bronzo nei 50 m dorso ai Mondiali di Budapest 2022, diventando così la prima nuotatrice francese a salire sul podio nella distanza nella storia delle manifestazioni iridate; nel corso della semifinale aveva fatto segnare il nuovo record nazionale in 27"29.
Il 14 agosto 2022 ha vinto l'oro nei 50 m dorso ai Campionati europei di Roma.

## Palmarès
- Mondiali

Budapest 2022: bronzo nei 50m dorso.
- Europei

Roma 2022: oro nei 50m dorso.
- Europei in vasca corta

Kazan' 2021: argento nei 50m dorso, bronzo nei 100m dorso.
Otopeni 2023: argento nella 4x50m misti mista, bronzo nei 50m dorso e nella 4x50m sl mista.